# Lech Tomski
Lech Tadeusz Tomski (ur. 2 kwietnia 1942, zm. 6 maja 2017) – polski naukowiec, prof. dr hab. nauk technicznych o specjalności dynamika maszyn, mechanika stosowana, podstawy konstrukcji maszyn. W swej pracy zajmujący się głównie badaniami drgań i stateczności smukłych układów podporowych (ram, kolumn oraz siłowników hydraulicznych) poddanych obciążeniom ściskającym.

## Życiorys
W latach 1980–1991 kierował zespołami w ośmiu programach badawczych – centralnych, węzłowych i resortowych. Był członkiem Rady koordynacyjnej Resortowego Programu Badań podstawowych (1986–1990) oraz Centralnego Programu Badań Podstawowych. Od roku 1991 kierował pięcioma projektami badawczymi finansowanymi przez KBN. Był także członkiem zespołów realizujących sześć projektów badawczych KBN. Od 1979 roku z przerwą w latach 1981–1987 kiedy był prorektorem ds. Nauki Politechniki Częstochowskiej do 31 sierpnia 2012 roku pełnił funkcję Dyrektora Instytutu Mechaniki i Podstaw Konstrukcji Maszyn. 
W 1992 roku uzyskał tytuł profesora. Jest członkiem Polskiej Akademii Nauk; Wydziały PAN; Wydział IV Nauk Technicznych; Komitet Mechaniki a także członkiem Komitetów Naukowych: Sympozjonu Podstaw Konstrukcji Maszyn, Konferencji „Metody i środki projektowania wspomaganego komputerowo”, Międzynarodowej Konferencji Naukowej „Computer Aided Engineering”, Międzynarodowej Konferencji Naukowej „Stability of Structures”, członek Sekcji T7C KBN w latach 1998–2001.
Promotor prac doktorskich oraz recenzent prac doktorskich i habilitacyjnych oraz w postępowaniach o nadanie tytułu naukowego profesora.

## Osiągnięcia naukowe i organizacyjne
Główne oryginalne osiągnięcia naukowe Lecha Tomskiego dotyczą drgań i stateczności układów smukłych. W zakresie badań siłowników hydraulicznych opracował modele fizyczne, a na ich podstawie modele matematyczne uwzględniające rzeczywiste cechy takich układów. Badania te dotyczyły drgań podłużnych oraz drgań poprzecznych i stateczności, a także nośności sprężystej. Wyniki obliczeń numerycznych weryfikowane były badaniami eksperymentalnymi, własnymi i innych autorów. Szczególnym osiągnięciem jego działalności naukowej jest odkrycie nowych obciążeń układów smukłych: obciążenia uogólnionego z siłą skierowaną do bieguna i obciążenia siłą śledzącą skierowaną do bieguna. Te nowe przypadki obciążeń nazwał obciążeniem swoistym. Osiągnięciem jego i kierowanego przez niego zespołu naukowego są badania eksperymentalne drgań układów smukłych. W zakresie badań układów nieliniowych Lech Tomski określił ich niestateczność lokalną i globalną, a także prowadził badania przy dwóch różnych stanach równowagi statycznej (prostoliniowej i krzywoliniowej). Wyniki jego prac badawczych były publikowane w czasopismach międzynarodowych. Jest również współautorem opracowań książkowych.

## Wybrane publikacje
1. POSIADAŁA B., SKALMIERSKI B., TOMSKI L.: Model teoretyczny i obliczeniowy mechanizmów teleskopowania żurawi, Prace Naukowe CPBP 02.05, Wydawnictwa PW, Warszawa, 1990.
2. TOMSKI L., POSIADAŁA B., PRZYBYLSKI J.: Drgania mechaniczne, modelowanie i badania, Wydawnictwo Politechniki Częstochowskiej, Częstochowa 1991.
3. Modelowanie i badania zjawisk dynamicznych wysięgników teleskopowych i żurawi samojezdnych, praca zbiorowa pod kierunkiem naukowym i redakcją B. Posiadały, WNT, Fundacja Książka Naukowo-Techniczna, Warszawa, 2000.
4. Drgania i stateczność układów smukłych, Praca zbiorowa wykonana pod kierunkiem naukowym i redakcją L. TOMSKIEGO, Wydawnictwa Naukowo Techniczne, Fundacja „Książka Naukowo-Techniczna”, Warszawa 2004.
5. TOMSKI L. (RED.), PODGÓRSKA-BRZDĘKIEWICZ I., SZMIDLA J., UZNY S.: Drgania i stateczność układów dyskretnych, Praca zbiorowa wykonana pod kierunkiem naukowym i redakcją L. Tomskiego, Wydawnictwa Politechniki Częstochowskiej, Częstochowa, 2006.
6. Drgania swobodne i stateczność obiektów smukłych jako układów liniowych lub nieliniowych, Praca zbiorowa wykonana pod kierunkiem naukowym i redakcją L. Tomskiego, Wydawnictwa Naukowo Techniczne, Fundacja „Książka Naukowo-Techniczna”, Warszawa, 2007.
7. Drgania swobodne i stateczność układów smukłych poddanych obciążeniu konserwatywnemu i niekonserwatywnemu, praca zbiorowa wykonana pod kierunkiem naukowym i redakcją L. Tomskiego, PWN, Warszawa 2012.
8. Statics, Dynamics and Stability of Structures, Praca zbiorowa wykonana pod kierunkiem naukowym i redakcją Z. Kołakowskiego i K. Kowal-Michalskiej, Politechnika Łódzka, serie: monografie, Łódź, 2012[2].

Ponadto jest autorem i współautorem opracowań naukowych publikowanych w czasopismach.

## Kierownictwo oraz udział w projektach badawczych
Kierownictwo
1. Program Ministerstwa Górnictwa nr 104, 1980. Praca wykonana na zlecenie COPKMG „KOMAG” w Gliwicach.
2. Kompleksowa mechanizacja procesów wydobywczych węgla kamiennego zapewniająca wzrost wydobycia i wydajności, Problem Węzłowy 01.2, 1981–1982
3. Problem Resortowy M.N.SZ.W. i T nr I.11, 1983–1985
4. Rozwój podstaw budowy, eksploatacji i badań maszyn roboczych ciężkich w tym budowlanych, Centralny Program Badań Podstawowych 02.05, 1986–1990.
5. Resortowy Program Badań Podstawowych I.06. „Komputeryzacja projektowania konstrukcji i technologii maszyn i urządzeń oraz wytwarzania, 1986–1990, członek Rady Koordynacyjnej
6. Centralny Program Badań Podstawowych 01.02. „Wykorzystanie metod matematycznych w technice 1987–1988, członek Rady Koordynacyjnej
7. Model teoretyczny i obliczeniowy teleskopowego żurawia samochodowego, projekt badawczy nr DNS-T/03/065/90- Z (Ministerstwo Edukacji Narodowej), 1991
8. Teoretyczny i symulacyjny model dynamiki żurawia samochodowego, projekt badawczy nr 3 0454 91 01/p10 (KBN), 1991–1994
9. Badania dynamiki maszyn i mechanizmów badania statutowe w Politechnice Częstochowskiej finansowane w latach 1994–1998 przez KBN,
10. Badania drgań i stateczności układów sprężystych, badania statutowe w Politechnice Częstochowskiej finansowane w latach 1999–2004 przez KBN oraz od 2005 przez MNiSzW,
11. Teoretyczne i eksperymentalne badania drgań i stateczności konstrukcji mechanicznych jedno- i dwuwymiarowych, projekt badawczy nr 7T07A01211 finansowany przez KBN w latach 1996–1999,
12. Drgania i stateczność kolumn w aspekcie konstrukcji głowic obciążających, projekt badawczy nr 7T07C03218 finansowany przez KBN w latach 2000–2003,
13. Drgania i stateczność smukłych układów mechanicznych w aspekcie struktur obciążających oraz sposobów zamocowania, projekt badawczy nr 4T07C04427 finansowany przez MNiSzW w latach 2004–2007,
14. Układy mechaniczne liniowe i nieliniowe w aspekcie drgań i stateczności, projekt badawczy nr N N501 117236 finansowany przez MNiSzW w latach 2009-2012[2].

Udział
1. Dynamika układów mechanicznych, projekt badawczy nr 1094 91 01 (KBN), 1991-1994
2. Badania płyt rezonansowych instrumentów muzycznych, projekt badawczy nr 7 T07B 05308 (KBN), 1995–1997
3. Nośność łożysk wieńcowych z uwzględnieniem podatności pierścieni łożysk i podatności ich osadzenia, projekt badawczy nr 7 T07C 00112 (KBN), 1997–1999
4. Badania symulacyjne i eksperymentalne wysięgników teleskopowych oraz badania symulacyjne wyposażonych w takie wysięgniki żurawi samojezdnych, projekt badawczy nr 7 T07C 04214 (KBN), 1998–2000
5. Projektowanie wielkogabarytowych łożysk wieńcowych, projekt badawczy nr 5 T07C 03422 (KBN), 2002–2004
6. Identyfikacja i modyfikacja modeli oraz badania zjawisk dynamicznych teleskopowych żurawi samojezdnych, projekt badawczy nr 5 T07C 02522 (KBN), 2002–2004[2].